# 2,5-Dimethyl-2,5-hexandiol
2,5-Dimethyl-2,5-hexandiol ist eine chemische Verbindung aus der Gruppe der Alkandiole.

## Gewinnung und Darstellung
2,5-Dimethyl-2,5-hexandiol kann durch Reduktion von 2,5-Dimethyl-3-hexin-2,5-diol in Gegenwart eines Palladium- oder Platinkatalysators gewonnen werden. Die Verbindung kann auch durch Reaktion des entsprechenden tertiären Alkohols mit Kaliumpermanganat gewonnen werden.

## Eigenschaften
2,5-Dimethyl-2,5-hexandiol ist ein farbloser Feststoff, der löslich in Wasser ist. Das Tetrahydrat besitzt eine monokline Kristallstruktur mit der Raumgruppe P21/c (Raumgruppen-Nr. 14).

## Verwendung
2,5-Dimethyl-2,5-hexandiol wird als Zwischenprodukt zur Synthese von 2,5-Dimethyl-2,5-bis(tertbutylperoxy)hexan zur Herstellung von Polyethylencopolymeren und Polyethylenkautschuken verwendet. Es wird auch bei der Synthese von sechs- und siebengliedrigen heterocyclischen Borverbindungen verwendet, die intramolekulare N-B-B-Bindungen enthalten.